# Tabua (Ribeira Brava)
Pour les articles homonymes, voir Tábua (homonymie).
Tabua est une freguesia portugaise située dans la ville de Ribeira Brava, dans la région autonome de Madère. La freguesia est située sur l'île de Madère, à l'ouest de la capitale Funchal et de Ribeira Brava.

## Description
Tabua est une petite ville portugaise appartenant au conseil de Ribeira Brava.
Elle a les caractéristiques suivantes :

## Situation géographique
32° 40′ 00″ N, 17° 05′ 00″ O
Tabua se situe sur la côte sud l'île de Madère, à l'ouest de la capitale Funchal, entre Ribeira Brava et Lugar de Baixo.
Elle a ainsi une position idéale, entre tous les moyens de communications, ce qui lui confère une position stratégique dans l'île :
- Elle possède une route qui permet de relier Funchal (capitale de l'île de Madère) aux villes de la côte ouest telles Ponta do Sol et Calheta.
- Elle est ainsi un passage obligatoire pour les traversées Est-Ouest de l'île.

Elle a au nord les zones montagneuses de l'île (qui font partie du patrimoine mondial de l'Unesco) et est baignée au sud par l'océan Atlantique.

### Villes limitrophes
- Lugar de Baixo, à l'ouest
- Boaventura, au nord-ouest
- São Vicente, au nord

## Économie
L'économie de la région repose essentiellement sur l'agriculture et sur le tourisme, principale ressource.
L'agriculture produit des bananes destinées au marché local et métropolitain, des fleurs, et le vin de Madère qui jouit d'une grande réputation à l'exportation.
L'industrie est peu diversifiée, elle est surtout à caractère artisanal, avec la production de broderies, de tapisseries et d'articles de vannerie.
La Communauté européenne a contribué de façon importante au développement des infrastructures par le moyen de subventions du FEDER. Il y a notamment des travaux très importants d'adaptation du réseau routier, rendus difficiles par la configuration très montagneuse de l'île.

## Tourisme

### Plage
- La ville possède une petite place de galet orienté au sud, face à l'Atlantique.

### Randonnée
- Pour les randonneurs, un très bel itinéraire le long de la Levada Nova est classé au patrimoine mondial de l'Unesco.

### Forêt
- La laurisylve est un type de forêt subtropicale humide que l’on retrouve sur plusieurs des îles de la Macaronésie : Açores, Madère et îles Canaries. Elle présente des sols profonds et est caractéristique des versants septentrionaux soumis aux brumes des alizés, avec des précipitations de l’ordre de 500 à 1 100 mm et une température annuelle entre 15 et 19 °C.

Ces forêts se composent de lauriers à feuilles pérennes, pouvant atteindre jusqu’à 40 mètres de hauteur, et abritent un riche biotope de plantes de sous-bois, d’invertébrés, d’oiseaux et de chauve-souris, dont certains sont endémiques.
Origine
La laurisylve couvrait à l’origine une grande partie des Açores et de Madère, ainsi que parties des îles occidentales des îles Canaries, mais les forêts ont été gravement réduites par la coupe, le défrichage pour l’agriculture et le pâturage, ainsi que l’invasion d’espèces exotiques. Les forêts les plus étendues de laurisylve sont toujours à Madère, où on les trouve entre 300 et 1300 mètres d’altitude, et où elles couvrent 149,5 km2, soit environ 16 % de la superficie de l’île.
Les lauracées prédominantes incluent le Til (Ocotea foetens), le laurier (Laurus azorica à Madère), Vinhático/Viñatigo (Persea indica), et Barbosano/Barbuzano (Apollonias barbujana); d’autres arbres importants incluent l’Aderno (Heberdenia excelsa), Pau Branco/Paloblanco (Picconia excelsa), Mocanos/Mocán (Visnea mocanera et Pittosporum coriaceum), Sanguinho (Rhamnus glandulosa), et les arbustes Folhado (Clethra arborea) et Perado/Oranger sauvage (Ilex perado). Les forêts abritent un sous-bois riche en fougères et herbacées, telles les Leitugas (Sonchus spp.), géraniums (Geranium maderense, G. palmatum and G. rubescens), les Estreleiras (Argyranthemum spp.) et l’orchidée endémique Goodyera macrophylla.
La forêt de Laurisylve de Madère a été déclarée patrimoine de l’humanité par l’UNESCO en 1999.

## Sport

### Rallye
- Tous les ans est organisé le Rallye Vinho Madeira, épreuve comptant pour le championnat d'Europe de Rallye (IRC), qui consacre quelques kilomètres sur les routes sinueuses de la ville de Tabua.

### Football
- De nombreux joueurs issus de Tabua ont été sélectionnés dans la sélection de football de Madère, qui réunit les meilleurs joueurs de l'île de Madère. Elle n'est pas membre de la FIFA, ni de l'UEFA et ne participe donc pas aux grands tournois internationaux.

Elle a toutefois déjà joué contre des équipes internationales comme le pays hôte de la coupe du monde 2010 : l'Afrique du Sud.

## Personnalité célèbre
Personnalités de Tabua ou ayant vécu dans la ville :
- Danny, joueur de football au Zénith Saint-Pétersbourg, né au Venezuela mais qui a vécu à Tabua (lieu d'origine de ses parents).
- Winston Churchill, homme politique, écrivain et peintre britannique qui aimait venir se reposer et de se détendre dans le cadre verdoyant de la ville et de ses alentours.